# Отрадний (Адигея)
Отрадний (рос. Отрадный; адиг. ГушІуагъо) — селище в республіці Адигеї, піпорядковане Тахтамукайському сільському поселенню Тахтамукайського району.

## Населення
Населення селища за останні роки:
- 2002 — 671[2];
- 2010 — 677[3]:
- 2013 — 680.